# Thierry Tillet
Pour les articles homonymes, voir Tillet.
 (juillet 2014).
Si vous disposez d'ouvrages ou d'articles de référence ou si vous connaissez des sites web de qualité traitant du thème abordé ici, merci de compléter l'article en donnant les références utiles à sa vérifiabilité et en les liant à la section « Notes et références ».
Thierry Tillet est un archéologue préhistorien français spécialiste des milieux extrêmes, en particulier du Sahara, né le 12 octobre 1951 à Poitiers (Vienne). L'essentiel de ses recherches a été mené au Tchad, au Niger, au Mali, au Maroc, en Libye, en Algérie et en Mauritanie. Aujourd'hui, il s'est réorienté vers l'archéologie soufi (Tillet, 2009) et l'exploration systématique de zones peu connues du Sahara. Il est membre de la Société des Explorateurs Français.

## Biographie
Thierry Tillet fait ses études à Paris, sous la direction de Lionel Balout, puis à Aix-en-Provence, sous celle de Gabriel Camps. Sous la direction de ce dernier, il soutient en 1980 sa thèse de troisième cycle sur le Paléolithique du Bassin tchadien, puis, en 1993, son doctorat d'État sur l'Atérien du Sahara méridional. En outre, il suit l'enseignement de François Bordes à Bordeaux, en 1970-1971.
Il enseigne à l'université du Tchad de 1973 à 1976, du Niger de 1977 à 1983, de Nice de 1984 à 1987, de Limoges de 1987 à 1992, et enfin de Grenoble de 1992 à 2012, date à laquelle il prend sa retraite. Depuis 2012 il explore le Sahara de façon multidisciplinaire, passant 2 à 3 mois par an sur place.
Ses recherches portent en particulier sur le Paléolithique saharien. Cependant, il effectue aussi des recherches sur le Paléolithique dans les Alpes de 1993 à 2001, et sur les systèmes économiques d'acquisition, de fabrication et de consommation chez les chasseurs-collecteurs des montagnes du Nord-Ouest canadien (Yukon) de 2001 à 2004.
De 1974 à 2011, il est membre du corps des chercheurs de l'URA 164 du CNRS puis depuis 1998 de l'UMR 6636 du CNRS  d'Aix-en-Provence.
Au Sahara, Thierry Tillet dirige les fouilles sur plusieurs gisements paléolithiques au Niger et au Mali, en particulier Blaka Kallia, Mouchi Sounosso (Acheuléen), Seggedim, Silémi, Adrar Bous et Mouézout (Atérien) au Nord-Est Niger, Foum el-Alba, Azarza et El-Guettara (Atérien) au Nord-Mali. Dans le Vercors, il dirige les fouilles sur les gisements moustériens de Prélétang et de Jiboui.

## Instances scientifiques
- 1991 à 2001 : secrétaire de la XXVe Commission Scientifique de l'Union internationale des sciences préhistoriques et protohistoriques (UISPP) : Art et Civilisations du Sahara Préhistorique.
- 1995 à 1998 : membre permanent du Comité exécutif du Forum for African Archaeology and Cultural heritage.
- 2000 à 2006 : membre du Comité exécutif du programme Alps Before Frontiers : Cultural Changes, Adaptations, and Traditions from Prehistoric to Historic Times, puis ALPINET, supporté par la Commission Européenne sur le programme Culture 2000.
- 2004 à 2012 : responsable des Accords de Coopération entre les universités Joseph-Fourier de Grenoble et Garyounis de Benghazi (Libye) ; formation et recherche en matière d’Archéologie préhistorique.

## Principaux sujets d'étude

### L'Atérien du Sahara
Thierry Tillet étudie ce sujet dans le cadre de sa thèse d’État, soutenue le 21 mai 1993 à l'Université de Provence (Aix-Marseille I) et préparée sous la direction de Gabriel Camps. Cette étude met en relief les conditions climatiques subdésertiques qui prévalaient au 40e millénaire au moment de la dispersion des populations atériennes à travers le Sahara septentrional. Au cours de leur existence saharienne, ces populations sont affectées par deux crises climatiques, la seconde étant responsable, aux environs de 20 000 ans avant nos jours, au Sahara méridional, de la disparition de cette civilisation paléolithique. Elle présente une vue d'ensemble de l'Atérien du Sahara. Elle met en évidence l'homogénéité relative de l'Atérien au Sahara méridional, dont la quasi-totalité des sites appartient à l'Atérien supérieur. Malgré cette homogénéité relative, trois faciès atériens (faciès de Seggedim ou Adrar Bous, faciès du Foum el-Alba et faciès des hamadas du Nord) ont été individualisés.

### LeMoustériendans les Alpes
Au cours de la plus grande partie du Quaternaire, un obstacle majeur barrait l'accès des montagnes alpines : l'expansion des glaciers et les crises climatiques qu'elle engendrait. Ainsi, les périodes de fréquentation humaines se déroulaient-elles uniquement lors de phases d'adoucissement du climat. La topographie accidentée, le climat extrêmement changeant, bref tous les dangers dont il faut se préserver dans de telles conditions, ont imposé à l'homme paléolithique, et peut-être de façon plus particulièrement aux Néandertaliens, un mode de comportement efficace et rationnel.

### Systèmes économiques chez les chasseurs-collecteurs des montagnes du Nord-Ouest canadien
Le climat et l'environnement dans un contexte aussi contraignant et variable que celui des montagnes froides (altitude, pente, rigueur climatique, ressources naturelles) amplifie les processus d'évolution du milieu et marque plus profondément les sociétés. Sa situation de rond-point, à la limite de plusieurs territoires de vie, fait du monde montagnard un lieu d'échanges et de contacts qui offre également des milieux variés par les contraintes de son environnement bien enregistré dans différents milieux ; il induit des réactions et des adaptations humaines spécifiques et, par la nature des substrats et la juxtaposition d'écosystèmes divers, il offre des espaces variés et une gamme de ressources complémentaires. Le modèle canadien est utilisé par Thierry Tillet pour rechercher des pistes complémentaires de réflexion sur l’adaptation de l’homme chasseur-collecteur aux conditions extrêmes des milieux de montagne. Ce modèle répond à la thématique de recherche qui concerne les stratégies économiques et la territorialité des préhistoriques en milieux de contraintes majeures. Le terrain choisi au Canada, parallèle à celui étudié dans les Alpes, correspond aux montagnes et vallées du Sud-Ouest du Yukon et du Nord de la Colombie-Britannique.

## Publications
- Thierry Tillet, Le Paléolithique du Bassin tchadien septentrional : Niger-Tchad, Paris, Éditions du Centre national de la recherche scientifique, 1983, 319 p. (ISBN 2-222-03248-2)
- Thierry Tillet, « Recherches sur l'Atérien du Sahara méridional (Bassins tchadien et de Taoudenni) : Position chrono-stratigraphique, définition et étude comparative », L'Homme méditerranéen,‎ 1995, p. 29-56
- Sahara. Paléomilieux et peuplement préhistorique au Pléistocène supérieur, Paris, L'Harmattan, 455 p. : ouvrage collectif dirigé par l'auteur en collaboration avec Théodore Monod.
- « The Aterian of Southern Sahara », in : Dynamics of populations, monuments and responses to climatic change in Africa, Barich B.E., Gatto M.C. Eds., Rome, Forum for African Archaeology and cultural Heritage / Bonsignori, p. 15-27.
- Thierry Tillet, Les Alpes et le Jura : Quaternaire et Préhistoire ancienne, Paris, Éditions scientifiques GB, 2001, 257 p. (ISBN 2-84703-003-4)[10].
- L'Ours et l'Homme, actes du colloque d'Auberives-en-Royans [du 4 au 6 novembre] 1997, sous la direction de Thierry Tillet et Lewis R. Binford, 299 p.  (ISBN 2-930322-46-2)
- Thierry Tillet, « La montagne du chasseur-collecteur : I . saisonnalité, dangerosité, nutrition, vénération, mobilité », Revue de Paléobiologie, no 10,‎ 2005, p. 37-47
- Thierry Tillet, « À la recherche des zâwiyas perdues de l'Azaouad », Le Saharien, no 189,‎ juin 2009, p. 24-54